# Erora melba
Erora melba is een vlinder uit de familie van de Lycaenidae. De wetenschappelijke naam van de soort werd als Thecla melba in 1877 gepubliceerd door William Chapman Hewitson.

## Synoniemen
- Thecla peculiaris Lathy, 1930